# Église Saint-Georges de Saint-Georges-de-Gréhaigne
Pour les articles homonymes, voir église Saint-Georges.
L’église Saint-Georges est un édifice religieux situé à Saint-Georges-de-Gréhaigne, dans le département français d'Ille-et-Vilaine, en région Bretagne.

## Histoire
Cette église date de la fin du XVe et du début du XVIe siècle.
L'église est inscrite aux monuments historiques depuis le 14 octobre 1926,.

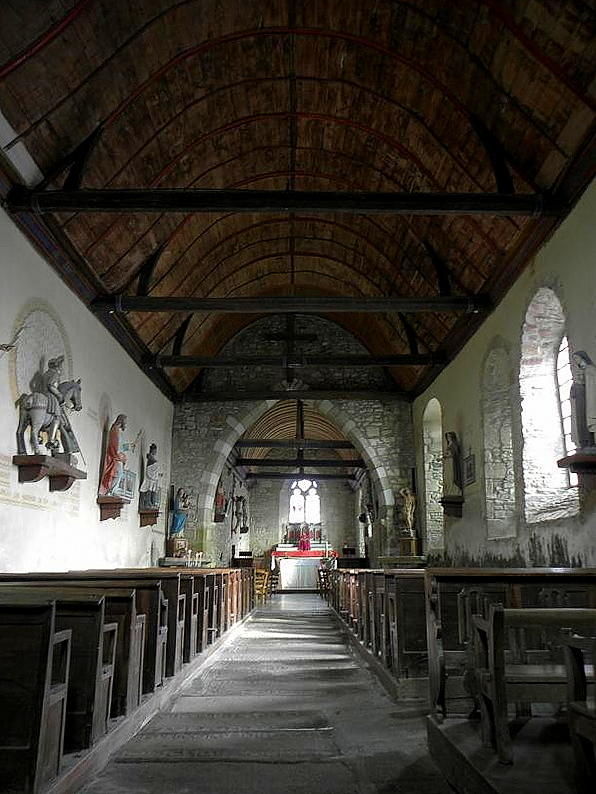
Intérieur de l'église.
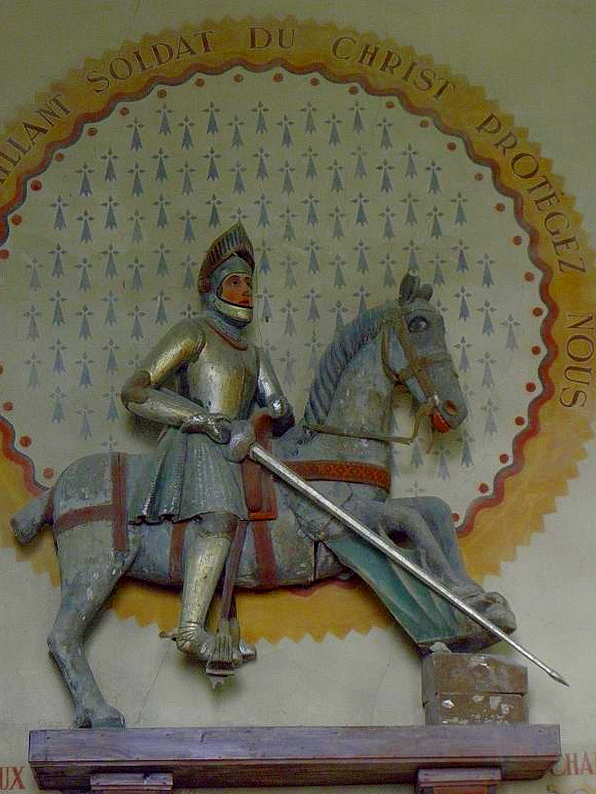
Statue de saint Georges.
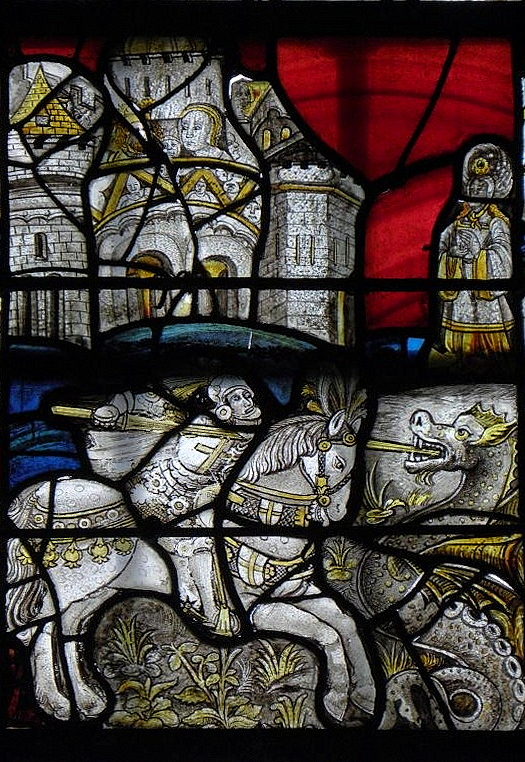
Vitrail de saint Georges.